# Carrington-Brown
Carrington-Brown sind ein britisches Musik- und Comedy-Duo, gegründet 2007 von der Cellistin und Sängerin Rebecca Carrington und dem Sänger-Schauspieler Colin Brown. Das Duo spielt mit einer Vielzahl musikalischer Stilrichtungen wie Pop, Bollywood, Oper und Jazz. Diese Mischung hat die Sunday Times als „elegant musical stand-up“ beschrieben.

## Hintergrund
Rebecca Carrington erhielt 1990 ein Stipendium für das Royal Northern College of Music in Manchester, England, und schloss 1997 ihren Master in Musik ab an der Rice University in Houston, Texas. Während des Studiums in den USA kam Carrington das erste Mal mit der Comedy-Szene in Berührung: Ein Freund ermunterte sie dazu, bei einer Open Mic Night aufzutreten. 1996 hatte sie ihre ersten Auftritte auf größeren Bühnen wie dem New York Comedy Club und dem Comedy Store in Los Angeles. Sie bekam Sendezeit in bekannten Fernseh- und Radioshows wie CBS, NBC und ITV, ebenso gab sie Vorstellungen auf Festivals in Großbritannien und Europa. Parallel dazu spielte sie als Cellistin unter anderem mit dem London Symphony Orchestra, dem Philharmonia Orchestra, dem Royal Philharmonic Orchestra und dem BBC Symphony Orchestra. In dieser Zeit entschloss sie sich zum Wechsel vom Orchester auf die Solobühne. Als freiberufliche Cellistin ist sie auf Soundtracks zu Filmen wie Harry Potter und Herr der Ringe zu hören und spielte mit Künstlern wie Aretha Franklin, Paul McCartney, David Byrne und Jill Scott auf deren Alben.
Colin Brown begann seine Karriere als darstellender Künstler im Alter von 25 Jahren, als er für das West-End-Musical Carmen Jones engagiert wurde. Danach trat er genreübergreifend auf der Bühne, in Film und Fernsehen auf und übernahm später auch Sprechrollen. Brown spielte in Produktionen wie La Cage aux Folles, Smokey Joe's Café, Driving Miss Daisy und Les Enfants du Paradis mit der Royal Shakespeare Company. 1996 wurde er Mitglied der britischen A-cappella-Gruppe The Magnets. Mit den Magnets trat er mehr als zehn Jahre lang auf, unter anderem als Tour-Vorgruppe von Lisa Stansfield, Tom Jones und Michael Ball. Brown begann 1997 ein Studium an der Rose Bruford Acting School, arbeitete aber weiterhin als professioneller Künstler. 2006 war er Background-Sänger für Robbie Williams bei dessen „Close Encounters“-Welttournee.
Carrington und Brown lernten sich 2004 in Edinburgh auf dem Fringe Festival kennen, bei dem sie beide auftraten. Brown führte danach ein Jahr lang Regie bei Carringtons Soloprogramm, mit dem sie 2005 und 2006 in Edinburgh gastierte. Seit 2007 treten sie als Duo auf.
Sie leben zusammen in Berlin und spielen als Carrington-Brown auf internationalen Bühnen.

## Karriere

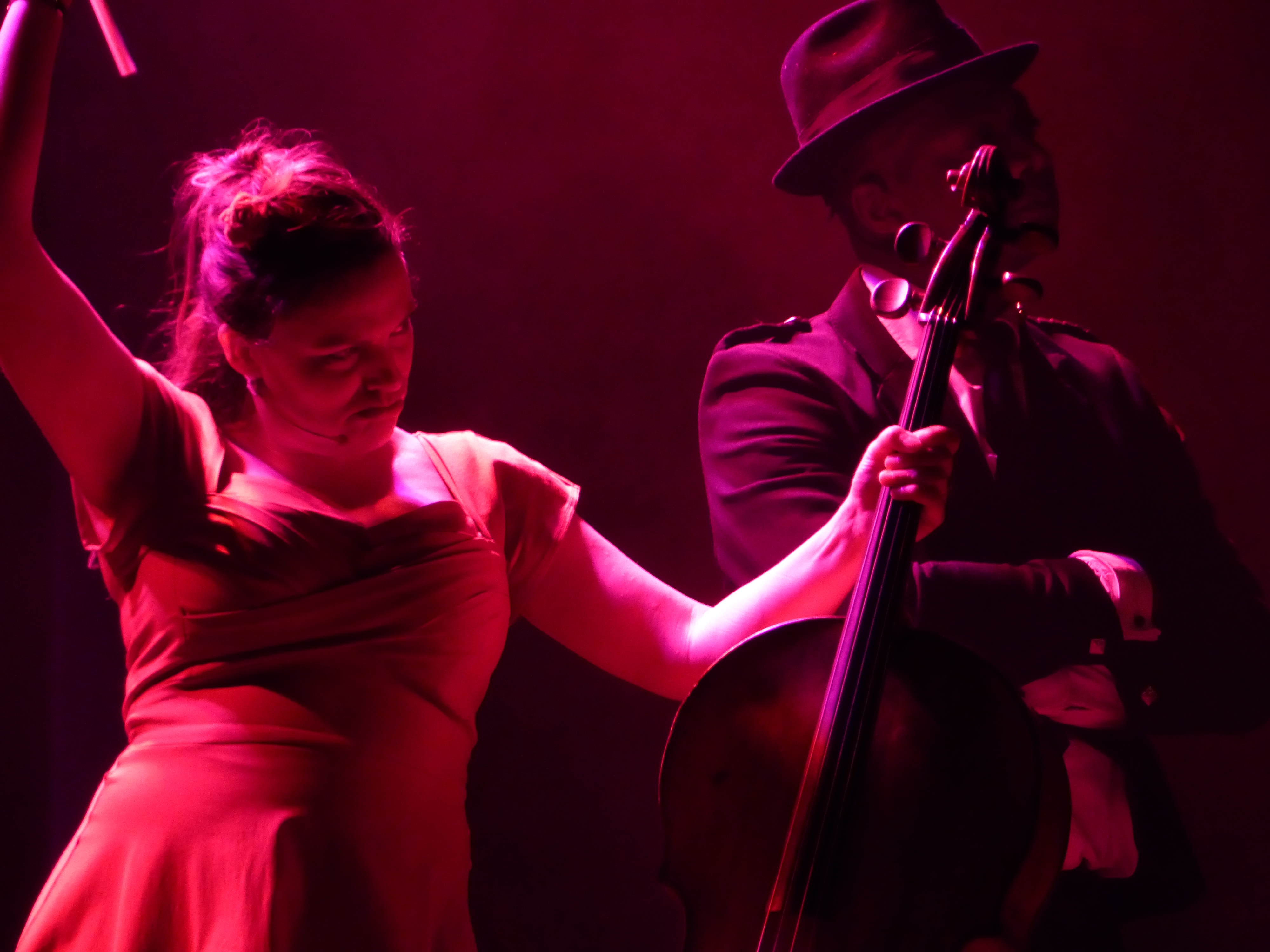
Carrington-Brown am Schwerter Kleinkunstpreis Präsentation, 2015

„Me & My Cello“ ist eine Show, die Carrington 1996 für sich selbst schuf und die ursprünglich als Soloauftritt angelegt war. Carrington-Brown stellten das Programm später um, um auch Brown eine Rolle darin zu geben. Es begann als musikalische Reise Carringtons um die Welt mit ihrem Cello namens Joe. Brown partizipiert inzwischen vor allem mit Dudelsack-Musik. Den Umgang mit dem Instrument lernte er im Alter von 11 Jahren bei der Londoner Boys Brigade.
Seit der ersten gemeinsamen Aufführung von „Me & My Cello“ im Jahr 2007 hat das Duo drei neue Shows geschrieben und aufgeführt, für die sie mit zahlreichen internationalen Preisen ausgezeichnet wurden. Das Duo hatte bereits Auftritte in vielen europäischen Ländern, außerdem in den USA, Kanada und Indien. Carrington-Brown spielen ihr Programm vor allem auf Deutsch und Englisch, aber auch Französisch und Spanisch.
Die Inspiration für ihre aktuelle Show „Dream a little Dream“ kommt von Geschichten aus dem Leben des Paares in Berlin und ihren Reisen um die Welt. Die Show umfasst die verschiedensten Musikstile, von Pop bis Oper und von Jazz bis Bollywood, wobei die beiden Künstler die Erfahrungen aus ihren vorherigen Karrieren miteinfließen lassen.

## Auszeichnungen
| Jahre | Ort         | Auszeichnungen                                            |
| ----- | ----------- | --------------------------------------------------------- |
| 2014  | Deutschland | Schwerter Kleinkunstpreis                                 |
| 2009  | Deutschland | Schwerter Kleinkunstpreis                                 |
| 2009  | Deutschland | Zeck Internet Preis                                       |
| 2008  | Deutschland | Die Goldene Rose (Rosenau, Stuttgart)                     |
| 2007  | Deutschland | WDR Prix-Pantheon Preis                                   |
| 2007  | Deutschland | Best Musical Comedy Act (Lindener Spezial Club, Hannover) |
| 2007  | Frankreich  | Prix du Public (Festival de Rocquencourt)                 |
| 2007  | Frankreich  | Prix d’un Sponsor (Festival de Rocquencourt)              |
| 2007  | Frankreich  | Prix Special du Jury (Festival de Rocquencourt)           |
| 2007  | Frankreich  | Prix du Public (Festival de Versailles)                   |
| 2006  | Schweiz     | Schnee Stern Preis (Arosa Humor Festival)                 |
| 1996  | USA         | MasterCard Talent Search                                  |